# Basilica della Madonna delle Grazie (Benevento)
La basilica di Maria Santissima delle Grazie è una chiesa monumentale ottocentesca di Benevento, alla quale è annesso un convento francescano, che è stato ricostruito dopo la seconda guerra mondiale. La zona ove è presente la basilica misura un'altitudine di 126 m s.l.m..
La Madonna delle Grazie è venerata quale patrona della città ed è festeggiata il 2 luglio.

## Storia
Il culto della Vergine nella città di Benevento fu importato nel 570 da sant'Artelaide, nipote di Narsete. La santa, morta sedicenne, era stata tumulata nella chiesa di San Luca, che fu poi ribattezzata a suo nome, cosicché per secoli fu molto venerata a Benevento, finché, a causa del terremoto del 1688, questa chiesa crollò.
La costruzione della chiesa della Madonna delle Grazie fu promossa in voto dal Comune nel 1837, durante un'epidemia di colera. Un progetto per la sua costruzione era già stato fatto nel 1815 da Saverio Casselli, tuttavia a Roma fu bandito un concorso fra gli architetti della città per un nuovo progetto. Fra i quattro presentati, il Consiglio d'Arte di Roma scelse quello di Vincenzo Coppola.
Il 20 maggio 1839 fu posta la prima pietra da monsignor Gioacchino Pecci, il futuro papa Leone XIII, allora delegato apostolico di Benevento per conto dello Stato pontificio. La consacrazione del tempio si ebbe però solo il 16 giugno 1901, da parte dell'allora cardinale della città, Donato Maria Dell'Olio.
La chiesa fu elevata nel 1957 alla dignità di basilica minore.

## Descrizione
La chiesa si trova in fondo ad un largo viale dedicato a san Lorenzo, all'inizio del quale è stata posta una scultura tardo-egiziana del dio-bue Api. Sulla sinistra del tempio si trova una colonna marmorea in onore della Vergine voluta nel 1630 dal governatore pontificio Arcasio Riccio.
Il tempio è di ispirazione neoclassica, con pianta a croce greca. Davanti alla facciata vi è un pronao esastilo, architravato e sormontato dalle statue dei Santi protettori della città: san Bartolomeo, san Gennaro, san Barbato, san Francesco, san Rocco e sant'Antonio.
All'interno, sull'altare maggiore, è posta una statua lignea della Madonna con il Bambino, di gusto michelangiolesco, attribuita con tutta probabilità a Giovanni Meriliano da Nola (1476 - 1533).
Ai piedi dell'altare di San Francesco, nel braccio sinistro della croce, su una colonna e un capitello antichi, è posta la lampada votiva dei Comuni sanniti ed irpini, riuniti nella Provincia monastica francescana sannito-irpina, che ha sede nell'annesso convento.
Notevoli sono anche i vigorosi rilievi in bronzo della Via Crucis e l'Acquasantiere dello scultore contemporaneo Andrea Martini. Nella sacrestia è un'Assunzione di Giuseppe Castellano.
Nella basilica si trovano due organi a canne, entrambi costruiti dalla ditta Mascioni e situati nell'abside: quello maggiore (opus 700) è situato entro una nicchia che si apre al centro della parete curva, risale al 1954 ed ha 46 registri su tre manuali e pedale; quello minore (opus 921) fu realizzato nel 1970 per la curia generalizia dell'Ordine dei frati minori, a Roma, e solo successivamente trasferito nell'attuale collocazione, ed è a trasmissione elettrica con sistema multiplo per un totale di 20 registri su due manuali e pedale.